# سسنا

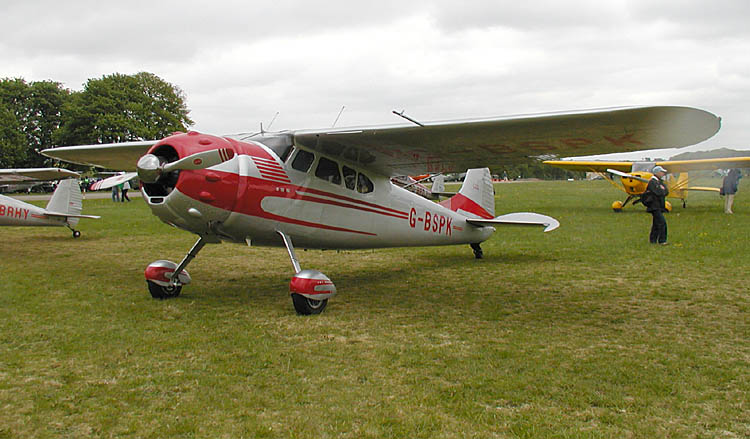
سسنا ۱۹۵

سِسنا یک برند هواپیماسازی آمریکایی مستقر در ویچیتا در ایالت کانزاس آمریکا است. برند سسنا یکی از برندهای زیرمجموعهٔ تکستران اوییشن است.

## تولیدات
تولیدات اصلی این شرکت هواپیماهای معمولی هستند و گرچه این شرکت بیشتر به‌خاطر هواپیماهای کوچک و پیستونی خود شهرت دارد. شرکت سسنا، هواپیماهای تک‌موتورهٔ ۲، ۴، ۶ سرنشینه، توربوپراپ‌های تک‌کاره و جت‌های تجاری تولید می‌کند.

## تاریخچه
تاریخچهٔ سِسنا به ماه ژوئن ۱۹۱۱ میلادی برمی‌گردد. در آن تاریخ، کلاید سسنا، کشاورزی در ریگو کانزاس بود و هواپیمایی از چوب و پارچه ساخت. وی با این کار، نخستین فردی در منطقهٔ میان رودخانه میسیسیپی و رشته‌کوه‌های راکی شد که توانست هواپیمایی را بسازد و به پرواز درآورد.
کلاید سسنا تجارت هواپیماسازی خود را در انید اوکلاهوما پی گرفت و بسیاری از هواپیماهای اولیهٔ خود را بر روی دشت‌های نمکی آن‌جا آزمایش کرد. هنگامی که بانکدارها دیگر پولی به او برای ساخت هواپیما وام ندادند به ویچیتا مهاجرت کرد.
از مدل های معروف این شرکت سسنا۵۶۰ است